# Hanko
Hanko (szw. Hangö) − miasto w południowej Finlandii, na półwyspie Hanko, u wejścia do Zatoki Fińskiej. W kwietniu 2021 zamieszkane przez 8079 osób. Około 52,5% populacji jest fińskojęzyczna, zaś 42,8% szwedzkojęzyczna (2020). Jest najbardziej na południe położonym fińskim miastem.
W mieście rozwinął się przemysł maszynowy oraz hutniczy.

## Historia
Pierwsza wzmianka o miejscowości znajdującej się w miejscu dzisiejszego Hanko (Hankoniemi) pochodzi z XIII wieku z duńskiej mapy pokazującej drogę morską z Rewla do Danii. Na mapie autorstwa Hansa Hanssona z 1647 roku w Hanko znajduje się pięć gospodarstw.
Miasto rozwinęło się w latach 70. XIX wieku po tym, jak w 1873 otwarto linię kolejową Hanko – Hyvinkää. Była to prywatna linia, łącząca osadę i powstały w niej w tym samym roku port (pierwszy całoroczny port w Finlandii) z państwową linią Helsinki – Hameenlinna. Rok później, w 1874, Hanko otrzymało prawa miejskie.
Port w Hanko był tradycyjnie punktem, przez który Finowie opuszczali kraj, gdy udawali się na emigrację do Ameryki Północnej. Szacuje się, że 250 tysięcy spośród 400 tysięcy Finów, którzy wyemigrowali w latach 1865–1930, podróżowało przez Hanko. W samym 1902 roku było to około 23 tysiące osób. Pomnik stojący w mieście upamiętnia ten fakt.

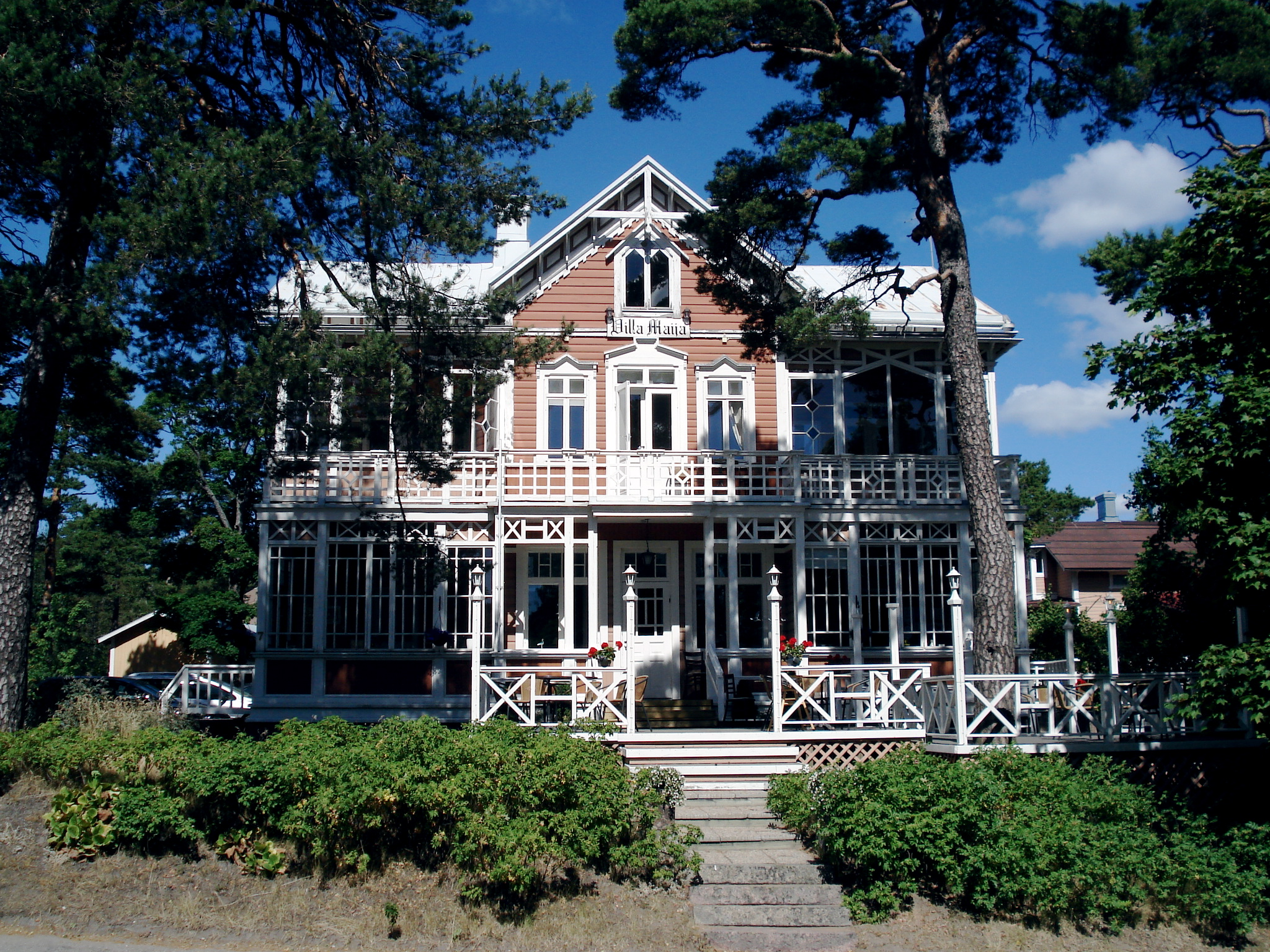
Typowa willa w Hanko

Pod koniec XIX wieku miasto zyskało popularność jako sanatorium dla rosyjskiej arystokracji.  Zachowało się w mieście wiele drewnianych willi z tego okresu.  

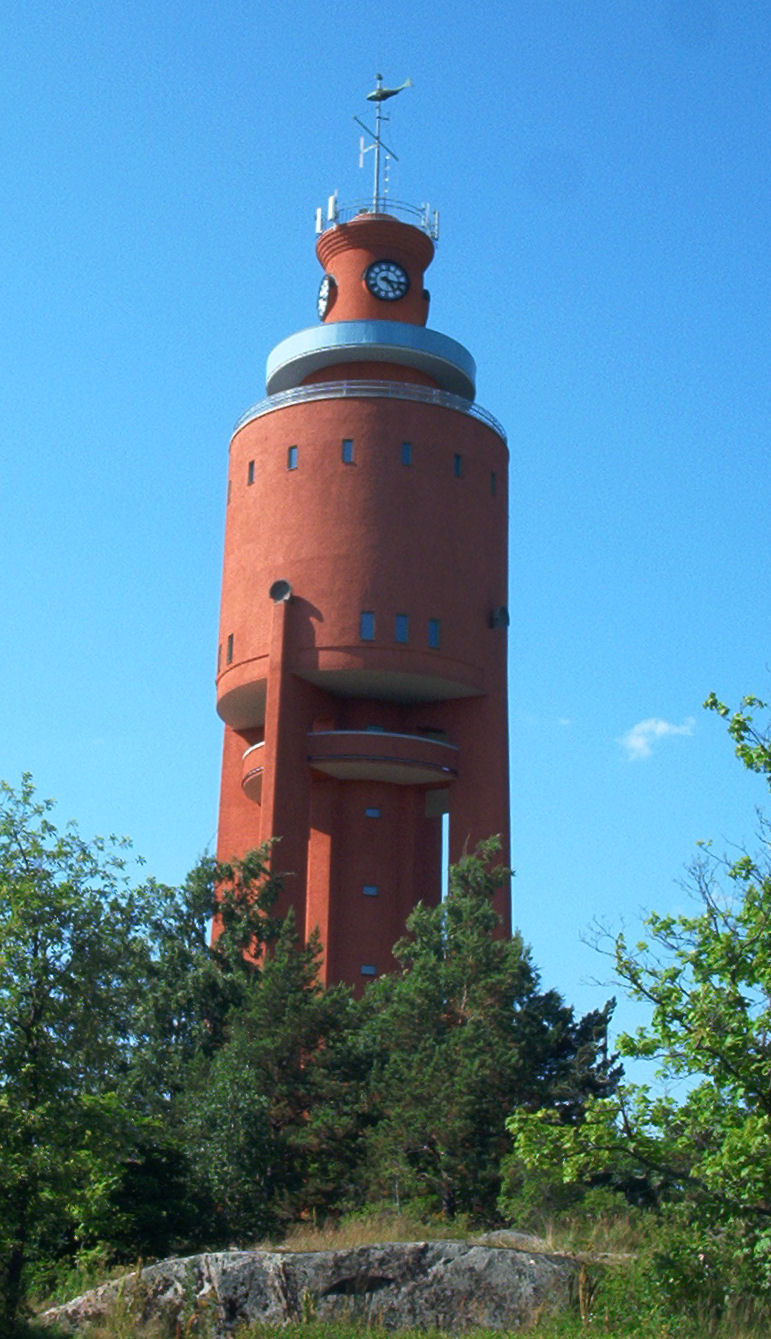
Wieża ciśnień w Hanko

W 1940–1941 miasto wraz z półwyspem i okolicznymi wyspami zostało przejęte przez ZSRR, a jego fińska ludność ewakuowana. Podczas wojny odniosło poważne zniszczenia - zniszczonych zostało 80% budynków.